# John Talabot
Pour les articles homonymes, voir Talabot.
Oriol Riverola, mieux connu sous le nom de scène John Talabot, est un DJ et musicien espagnol. 

## Biographie
Après avoir produit des morceaux sous le nom de d.a.r.y.l, Oriol Riverola commence à sortir de la musique sous le nom de John Talabot en 2009 (un nom tiré de l'école qu'il a fréquentée à Barcelone). Son album Sunshine, sorti en 2010, est suivi de son premier EP, Families, en 2011, sur le label Young Turks.
Talabot sort son premier album ƒIN en janvier 2012 sur Permanent Vacation. L'album est généralement bien accueilli par la critique, recevant 5 étoiles de la part du Guardian. Bien qu'il n'ait pas sorti d'album solo depuis ƒIN, Talabot continue de sortir de la musique, notamment des remixes de groupes et artistes tels que The xx, Sfire et Shit Robot. Dans des messages sur les réseaux sociaux, Talabot laisse entendre qu'il travaillait sur son deuxième album.
Le label Hivern est fondé par Oriol en 2008, le nom venant du mot catalan pour « hiver ». Le label sort des œuvres d'artistes tels que Pional, Marvin and Guy, Margot et John Talabot lui-même. Les sorties régulières sur le label ainsi que les événements de présentation à travers l'Europe aident à établir Hivern comme organisme influent sur la scène européenne de la musique électronique.
L'album Voices de Talabot, sorti en 2016, est utilisé dans le cadre du contenu promotionnel de Chanel pour la collection Haute Couture printemps-été 2017 de la maison de couture.

### Performances live
À la suite du succès de l'album ƒIN, Riverola s'établit sur le circuit international des DJ. En particulier, une tournée en 2012 avec The xx en Amérique du Nord lui permet d'atteindre un public plus large. En 2017, Talabot donne plusieurs spectacles avec Axel Boman sous le nom de Talaboman, y compris un spectacle en tête d'affiche au festival Primavera à Barcelone.

### Projets parallèles
John Talabot a été impliqué dans un certain nombre de projets parallèles en faisant équipe avec Mark Piñol sous le nom de « Quentin », avec son collaborateur de longue date Pional sous le nom de Lost Scripts, avec d'autres membres du Hivern Label sous le nom de « Parple » et plus particulièrement avec le producteur suédois Axel Boman sous le nom de « Talaboman ». Ce dernier est issu d'un morceau, Sideral, que les deux ont produit pour le mix DJ-Kicks de Talabot en 2014. L'album est suivi d'un double EP/LP The Night Land qui sort en mars 2017.
En janvier 2018, Talabot lance une émission mensuelle intitulée Music for Days Like This sur la station en ligne NTS Radio. 

## Discographie

### Albums de mix
- 2013 : DJ-Kicks: John Talabot (!K7)

### Albums studio
- 2012 : ƒIN  (Permanent Vacation)
- 2017 : The Night Land  (R&S) (sous Talaboman)

### Singles et EP
- 2009 : My Old School (Permanent Vacation)
- 2009 : Sunshine (Hivern Discs)
- 2009 :  Lamento (Young Turks)
- 2010 : Mathilda's Dream (Permanent Vacation)
- 2011 : Families (Young Turks)
- 2013 : So Will Be Now (Permanent Vacation)
- 2015 : Without You (!K7 Records)
- 2015 : Machine - (John Talabot's Synthedit) / Peter (The Drifter Edit) (Philomena)
- 2015 : Master - DreadMan (John Talabot's Dusty Edit), (Hivern Discs)
- 2016 : Sfire 3 (John Talabot Remixes) (CockTail d'Amore Music, Muting the Noise,)
- 2016 : Voices (Permanent Vacation)
- 2017 : The Strange Silence (Permanent Vacation)
- 2023 : Melbourne Bolero / Madhouse Dub (The Night Land) (sous Talaboman)
- 2023 : Bosca Bosca / Bosco Bosco (The Night Land) (sous Talaboman)